# Los cómicos ambulantes
Cómicos ambulantes es un cuadro pintado por Francisco de Goya en  1793, que se conserva en el Museo del Prado de Madrid (España).

## Descripción del cuadro
Esta plancha de hojalata recoge una representación de una compañía de actores de la Comedia del arte. Una cartela con la inscripción «ALEG. MEN.» al pie del escenario relaciona la escena con la alegoría menandrea o sátira clásica.
En un alto escenario y rodeados de un anónimo público, actúan Colombina, un Arlequín y un Pierrot de caracterización bufa que contemplan, junto con un atildado aristócrata de opereta, a un señor Polichinela enano y borrachín, mientras que unas narices (posiblemente de Pantaleón) aparecen por entre el cortinaje que sirve de telón de fondo.
- Datos: Q5796865
- Multimedia: Los cómicos ambulantes (P003045) / Q5796865